# Stade Ferenc-Puskás
Le stade Ferenc-Puskás (ou Puskàs Ferenc Stadion) est un stade de Budapest principalement utilisé pour des rencontres de football. L'ancien stade, inauguré en 1953 sous le nom de Népstadion – « stade du peuple » – et d'une capacité initiale de 104 000 personnes, est renommé en 2002 en l'honneur du légendaire buteur hongrois Ferenc Puskás. Réduit à 38 652 places assises dans les années 2010, il est démoli en 2016 et remplacé par la Puskàs Aréna, un nouveau stade construit de 2017 à 2019 et d'une capacité de 67 215 places, qui a accueilli quatre matches de l'Euro 2020.

## Histoire

### Ancien stade Ferenc-Puskás

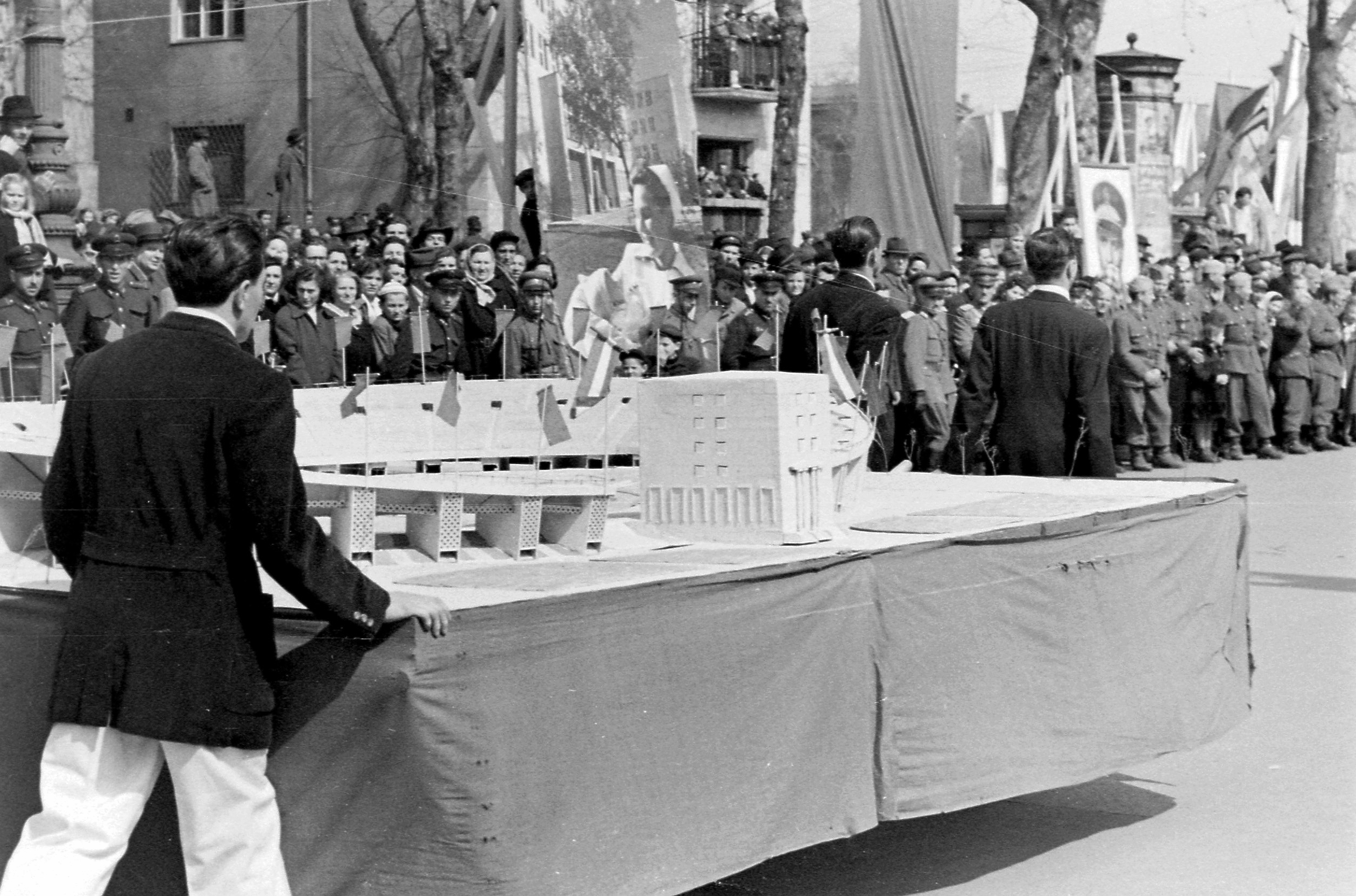
Maquette du stade en 1952, un an avant son inauguration.

La construction du stade est décidée en 1948 pour doter la Hongrie d'un stade de grande capacité (initialement prévue de 70 000 personnes, sa capacité sera portée à 100 000 personnes) pour remplacer le Üllői úti Stadion. Il reçoit le nom de Népstadion, le « stade du peuple ». Le 20 août 1953, le stade est inauguré lors d'un match opposant le local Budapest Honvéd au FK Spartak Moscou (victoire du Honvéd 3 à 2).
Moins d'un an après, le stade accueille, le 23 mai 1954, un match amical préparatoire à la Coupe du monde 1954 entre la Hongrie et l'Angleterre qui se conclut par une victoire de sept buts à un en faveur des Hongrois, constituant ainsi la pire défaite de l'histoire de l'équipe nationale anglaise, quelques mois après la victoire de la Hongrie contre l'Angleterre au stade de Wembley sur le score de 6-3.
Le 16 octobre 1955, le Népstadion réalise son record d'affluence, en recevant 104 000 spectateurs, soit la capacité totale du stade lors du match de la Hongrie contre l'Autriche qui se termine sur la victoire des Hongrois 6-1.
Dans les années 1990, il est transformé pour n'accueillir que des places assises. À la suite de la fermeture de plusieurs tribunes pour des raisons de sécurité, sa capacité se voit réduite à 38 652 places dans les années 2010.
En 2002, le stade est rebaptisé du nom de Ferenc Puskás pour rendre hommage au plus grand joueur de l'histoire du football hongrois et un des tout meilleurs mondiaux. 
En 2007, il est proposé en tant qu'hôte de la finale lors de la candidature hongroise (avec la Croatie) au championnat d'Europe de football 2012, pour laquelle il est envisagé une version rénovée d'une capacité de 61 000 places, mais finalement non retenue. 
En 2016, il est en majeure partie démoli pour laisser la place au nouveau stade.

### Nouveau stade: Puskás Aréna
Le 1er août 2014, son architecte György Skardelli, déjà réalisateur de la Papp László Budapest Sportaréna, présente le projet d'un nouveau stade, d'une capacité de 67 889 places et de 364 m de long par 51 m de haut. C'est un stade multifonctions, utilisé principalement pour des matchs de football, notamment ceux de l'équipe hongroise.
En 2014, le nouveau stade en projet est retenu par l'UEFA, avec onze autres stades européens, pour l'Euro 2020 dont il accueillera trois matchs de poules et un huitième de finale et sa réalisation est lancée.
Le coût prévu en 2014 entre 90 et 100 milliards de forints (320 millions d'euros) est estimé en 2018 à plus de 190 milliards de HUF (638 millions d'euros). Sa construction se déroule de 2017 à 2019. 
Nommé « Puskàs Aréna », il est inauguré le 15 novembre 2019 par un match de l'équipe de Hongrie face à l'Uruguay (sur le score de 1-2).

## Événements
- Championnats d'Europe d'athlétisme 1966, 30 août au 4 septembre 1966
- Coupe d'Europe des nations d'athlétisme 1970 (épreuves féminine)
- Championnats d'Europe d'athlétisme 1998, 18 au 23 août 1998
- Supercoupe de l'UEFA 2020
- Championnat d'Europe de football 2020
- 8e de Finale aller de Ligue des champions 2020-2021 entre le RB Leipzig et Liverpool Football Club, le 16 février 2021
- 8e de Finale retour de Ligue des champions 2020-2021 entre Manchester City et le Borussia Mönchengladbach, le 16 mars 2021
- Finale de la Ligue Europa 2022-2023
- Finale de la Ligue des champions 2025-2026

### Championnat d'Europe de football 2020
Quatre matchs de l'Euro 2020 ont lieu au Stade Ferenc-Puskás.
| Date         | Heure | Équipe 1 | Résultat | Équipe 2 | Tour               | Affluence |
| ------------ | ----- | -------- | -------- | -------- | ------------------ | --------- |
| 15 juin 2021 | 18 h  | Hongrie  | 0 - 3    | Portugal | 1er tour, groupe F | 55 662    |
| 19 juin 2021 | 15 h  | Hongrie  | 1 - 1    | France   | 1er tour, groupe F | 55 998    |
| 23 juin 2021 | 21 h  | Portugal | 2 - 2    | France   | 1er tour, groupe F | 54 886    |
| 27 juin 2021 | 18 h  | Pays-Bas | 0 - 2    | Tchéquie | Huitième de finale | 52 834    |

## Concerts
- 1965 – Louis Armstrong
- 1986 – Queen
- 1987 – Genesis

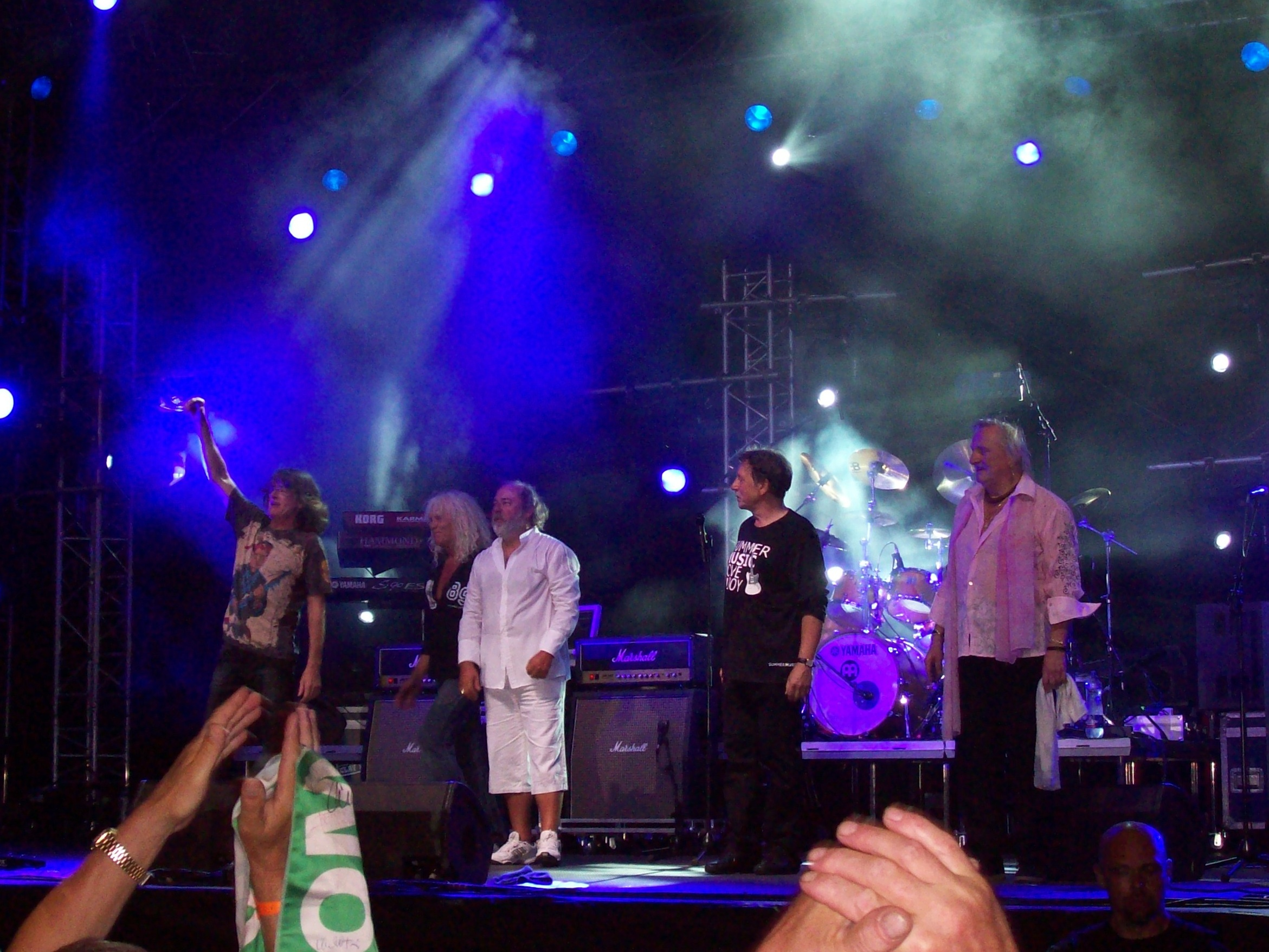
Omega joue au stade en 1994, 1999, 2001 et 2004.

- 1988 – Human Rights concert: Peter Gabriel, Sting, Bruce Springsteen
- 1990 – Illés & István, a király
- 1991 – AC/DC, Metallica, Mötley Crüe, Queensrÿche
- 1992 – Guns N’ Roses
- 1993 – U2
- 1993 – Jean-Michel Jarre
- 1994 – Omega
- 1995 – Hungária
- 1995 – The Rolling Stones
- 1996 – Michael Jackson - HIStory World Tour -10 septembre 1996 - 50 000 spectateurs
- 1999 – Omega, P. Mobil
- 2001 – Illés, Metro, Omega
- 2004 – Omega
- 2005 – Neoton Família
- 2006 – Depeche Mode
- 2006 – Robbie Williams
- 2007 – George Michael
- 2007 – The Rolling Stones
- 2009 – Depeche Mode
- 2010 – Metallica
- 2013 – Depeche Mode
- 2013 – Roger Waters
- 2024 – Coldplay, Azahriah